# Кошниця-при-Целю
Кошниця-при-Целю (словен. Košnica pri Celju) — поселення в общині Целє, Савинський регіон, Словенія. 
Висота над рівнем моря: 315,2 м.